# マレック・ベルカ
マレック・ベルカ（ Marek Marian Belka、1952年1月9日 - ）は、ポーランドの経済学者・政治家。国際通貨基金（IMF）欧州局長や首相、ポーランド国立銀行総裁を歴任した。

## 生い立ちおよび経歴
1952年1月9日、ポーランドのウッチ県ウッチで生まれる。1972年、ウッチ大学で経済学士号を取得。その後コロンビア大学やシカゴ大学で学んだ。博士号取得、助教授を経て1994年に教授になり、それ以来ウッチ大学での経済学の講義を担当した。また、1986年からはそれと並行して、ポーランド科学アカデミー経済研究所にも参加し、1993年から1997年の間には所長も務めた。
1978年から1979年と1985年から1986年、コロンビア大学およびシカゴ大学で勤務したのち、1990年にはロンドン・スクール・オブ・エコノミクスに短期間務めた。1990年から1996年までポーランド財務省と世界銀行の顧問。2002年にポーランドの週刊誌プシェグロントがローマ教皇や政治裏方の実力者を含めて100人の最も影響力のあるポーランド人をランキング発表し、ベルカ副首相・財務相は第5位に選ばれた。
またベルカは、財政理論および開発途上国における反インフレーション政策などをおもなテーマとした学術論文を、100本以上著している。また、マクロ経済とミクロ経済の問題における専門家でもある。

## 政治経歴
ベルカは政界での活動を開始したときから民主左翼連合の協力関係にあった。財務省顧問や相談役に就任したのをはじめとして、旧民営化省や旧中央計画局で勤務し、1990年に本格的に政治活動を開始、同時にポーランド財務省と世界銀行の顧問に就任。1994年から1996年には社会経済戦略委員会の副議長、さらにクファシニェフスキ大統領のもとで大統領経済顧問も担当。

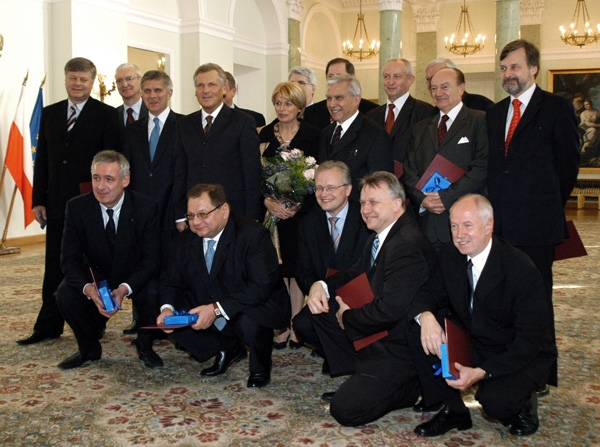
ベルカ内閣のメンバー
中列の左から2番目がベルカで同じく中列の左から3番目（ベルカの隣）がクファシニェフスキ大統領（当時）

1997年2月にはチモシェヴィチ政権下で、前任のグジェゴシュ・コウォトカにかわり副首相兼財務大臣に任命された。従来の支出規模ではこの先財政破綻は免れないと主張、「無駄遣い」を改めることが自国経済の金融市場での信用と政府財政の持続可能性を高めることになるとして、かなり思い切った倹約的プログラムを導入し緊縮財政をすすめた。1997年の総選挙で民主左翼連合が敗北したことをうけ、その年の10月に他の全閣僚とともに辞職。
2001年10月、ミレル内閣においてふたたび副首相兼財務相に任命される。しかし民主左翼連合の中からは、ベルカが社会支出の削減および何かと批判の多い新税（いわゆる「ベルカ税」とよばれる、個人投資の過熱を事前に防止する目的の20%のキャピタルゲイン税）導入の意向を発表したことで、2001年の選挙で同党が不利になるとの非難もあった。
2003年の国家予算を決定するにあたって、ベルカの主張する方法ではかえって税収が落ち込み社会支出の削減や雪だるま式に増大する国家債務の減少が不可能であると主張する（いわゆる上げ潮派の）ミレル首相や他の閣僚とベルカとのあいだに亀裂が生じ、2002年7月に財務相を辞任。しかし公には辞任理由は個人的な問題ということになっている。
イラク戦争の終結後の2003年6月から10月まで、イラクを事実上管理する連合国暫定当局（CPA）の国際調整評議会議長を務める。2003年11月から2004年4月までは、暫定当局において経済政策局長を務め、通貨改革や新しい銀行システムの構築、イラク経済を管理する公共監督機関の設立を担当する。
2004年4月、前任のミレル首相の内閣が総辞職を決めると、後継首相として大統領指名を受けた。5月2日にミレル首相が辞任し、クファシニェフスキ大統領から首相に正式に任命される。5月14日にベルカは就任演説をしたが、今後の財政政策の方向性を巡って緊縮派と上げ潮派が激しく対立していた国会では、そのどちらでもない見解を持つベルカは信任を得ることができなかった。
その後、ポーランドでいわゆる「第二の手段」とよばれる制度（大統領が指名した候補者が国会で不信任となると、今度は国会に候補者指名の権利が移る）により国会は新たな候補者を探したが、だれも擁立することができなかった。これにより、テクノクラート陣から財政政策に関する助言を受けたクファシニェフスキ大統領は適任者はベルカしかいないとして6月11日に再びベルカを首相に指名した。6月24日、国会は236対216でベルカを承認した。その後ベルカを反対する勢力から不信任動議が出されたが、10月15日に国会は再度ベルカ内閣を234対214で信任した。
2005年にポーランド第三共和政初代首相であったタデウシュ・マゾヴィエツキなどの仲間と共にテクノクラート的な中道政党「民主党ドットpl（PD - demokraci.pl）を結成し、大幅な財政改革を訴えて選挙に臨んだ。しかし、直後に行われた国会の任期満了による解散総選挙で民主党ドットplの得票率は2.5%と、比例代表制の足きり得票率である5%に届かなかったため、ベルカは落選することになった。国会では経済政策で上げ潮派の政党「法と正義」が中心となって与党を形成した。
「法と正義」率いる連立与党による2年の政治的混乱を経て行われた2007年の解散総選挙では、経済政策で緊縮派の民主党ドットplほどではないもののある程度財政規律を重視の方針と社会政策においては穏健な保守主義の方針を採る市民プラットフォームとポーランド農民党が連立政権を作ったため、後述のようにすでに国際機関へ転身していたベルカと自国政界とのパイプが修復されることになった、このことは世界金融危機 (2007年-2010年)の際にはポーランドにとって大きな助けとなった。

### ベルカの錨（ベルカ・アンカー）
ベルカの政治家としての最大の功績は、2001年の2度めの財務相を務めた時代に遡る。ベルカは、国の財政赤字の上限（キャップ）を決め、その上限を超えた場合に（世界のどの国でも財政難の際によく起こる）政治的な混乱を招くことなく自動的に緊縮財政の政策を発動する、いわゆるビルトイン・スタビライザーである「ベルカ・アンカー（ベルカの錨）」を世界ではじめて導入したことは、経済学の分野や金融界においてはあまりに有名である。これには国の債務が国内総生産（GDP）の55%を超えた場合に付加価値税（VAT）率が自動的に1%上昇することなどが含まれる。ベルカ・アンカーは当初「ベルカ・ルール」と呼ばれたが、最近の経済学では「ベルカ・アンカー」という呼び名のほうが定着している。これはベルカ自身が最初の財務相を務めたときに行われた1997年のポーランド憲法改正の際に憲法の条文に盛り込んだ財政赤字の上限に関する内容をさらに具体化したものである。
ベルカ・アンカーは国家債務の対GDP比60%のレベルがポーランド憲法に明記されており、さらに下位の法律（憲法よりは改正が容易）でより厳しい対GDP比55%が規定されている。これにより、国の累積債務がGDP比55%に達すると自動的に増税や歳出削減が行われ、これに関して国会の決議を必要としない。この、すでに約10年間続いている制度は、国の財政改革における政治的混乱や政策当局の裁量的判断による経済学上の誤謬を避けるために非常に良い方策であるとしてヨーロッパで高い評価を得ている。
近年になってドイツがポーランドを見習いこの制度を導入した。

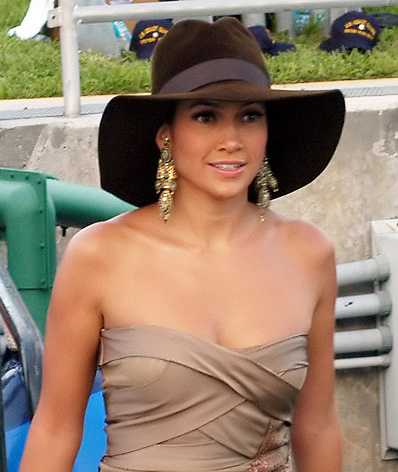
ジェニファー・ロペス

## 人物
物静かながら人をなごませるウィットに富んだ受け答えをすることと、経済学に詳しくない一般の人々にもわかりやすい例えを用いて経済を解説することで知られる。ベルカと同様に国内外で広く尊敬される経済学者であっても、興奮すると専門用語を多用した技術的な話に夢中になってしまう熱血漢のレシェク・バルツェロヴィチや、的を射た短い発言をさっと行って事を済ます傾向のあるハンナ・グロンキェヴィチ＝ヴァルツとは、この点で大きく異なる。ベルカは通貨ユーロの早期導入の推進者であるが、それにはポーランドが十分に準備をすることも必要であると主張し、「ユーロ導入というのはアウトバーンに乗るのと同じで、あなたが速い車に乗ってれば速く走れるものですよ。」と答え、ポーランドとユーロ圏との金利差により、十分な準備も無くユーロ導入をすると金利の高いポーランドに資本が殺到してバブル経済に陥る危険性を指摘している。議会のとある委員会で是か非かの二択の質問をされて、質問者に「はっきり言ってくださいよ、『イエスかノー』と！」と言われ、ベルカは即座に「イエスかノー。」と、実にとぼけた返答をしたこともある。ある国営企業の民営化を巡ってその企業内部のスキャンダルの問題が持ち上がったとき、ベルカが渦中の人物と以前から面識があったことで、国民に対しベルカがあたかもこの人物を通じてこのスキャンダルに直接関わったとの印象操作をしようとした野党側の質問者に対し、ベルカはこう答えた:「私はジェニファー・ロペスとだって友達なんですが。（だから、今回のその人物と面識があるからといって私がそのスキャンダルに関わったかのような物言いをするのはおかしくないですか？ジェニファー・ロペスのスキャンダルが発覚したら私がそのスキャンダルの相手なんですか？）」このときのベルカの発言は本題と関係ないところでメディアの好奇心をかなりそそったようで、当時これがかなり大々的に報道されたほか、2010年にベルカがポーランド国立銀行の総裁に就任した前後にも、ポーランドのメディアは「ジェニファー・ロペスの友達はポーランドの中央銀行の新総裁候補」、「ジェニファー・ロペスの友達はポーランドの中央銀行の新総裁」と騒いだ。

## 近年

### 国際機関への転身
2005年の総選挙の後は政界から距離を置き、ヨーロッパ屈指の経済政策通として2006年より国際連合欧州経済委員会（UNECE）の議長を務めたのち、2008年11月に国際通貨基金（IMF）のヨーロッパ局長に就任した。もともとテクノクラート肌で左右の党派意識があまりなく性格も非常に温厚で攻撃的なことを言うのを嫌がることなどから当然のことながら有権者からの支持は得づらく政治家としての人気はいま一つだったものの、その強力な経済理論、実務力、実行力で内外の有識者からは政治経済学の専門家として幅広く高い評価を得ている。ベルカはIMFのブログサイトである「iMF Direct」を通じ、世界の人々に自身の見解を頻繁に発表している。

### 世界金融危機での陣頭指揮 - IMF幹部として
世界金融危機 (2007年-2010年)ではIMFの実務上のトップである欧州局長として自ら陣頭指揮を取り、エストニア、ラトビア、リトアニア、ハンガリー、ウクライナ、アイルランド、アイスランドなど経済構造が脆弱な欧州諸国および世界各国の信用収縮の危機を乗りきることに成功した一方で、その当時総需要喚起を目的に金融緩和や財政拡大を推していた勢力に対しては、それはかえって危険な結果を招くとして毅然と反対の立場を取った。ポーランド中央銀行総裁に就任する直前まで、主にギリシャ、スペイン、ポルトガル、イタリアなど南ヨーロッパ諸国の財政危機への対処に奔走していた。

### ポーランドへの復帰 - 国立銀行総裁として
2010年6月、ポーランド国立銀行の総裁に就任した。これは大統領代行で次期大統領候補のブロニスワフ・コモロフスキの発案。ベルカは特に政治的な左右の偏りを持たない学者肌の人物でその実力はポーランドでは党派を超えて広く信頼されているため、連立与党のうち中道右派の市民プラットフォーム（PO）と、野党のうち中道左派の民主左翼連合（SLD）が積極的に賛成した。コモロフスキ大統領代行が、ベルカを推すのは自分個人の意見でありどの党派の影響も受けていないとして、正式発表を行う前にベルカ推薦をツイッター（Twitter）でつぶやいて私的に発表したことは世界の政治において画期的であると言わざるを得ない。ポーランド国立銀行総裁は大統領によって指名され、議会の承認を経て就任する。コモロフスキ大統領代行と同じ政党である市民プラットフォームに所属するドナルド・トゥスク首相は、大統領代行から事前には一切の相談がなかった（ので、この人選には党派的な思惑はなく、純粋にベルカの能力を評価した結果である）と述べ、ベルカ支持を表明した。
2010年6月10日のセイム（下院議会）において、都市型中道右派の市民プラットフォーム（Platforma Obywatelska、PO）と中道左派の民主左翼連合（Sojusz Lewicy Demokratycznej、SLD）を中心とした、253対184の賛成多数でベルカの就任が承認された（連立与党の一部を構成する農村型中道右派政党のポーランド国民党や、野党第1党で右派政党の法と正義は、ベルカの実力に異存はないが次期総裁は6月20日に予定されている大統領選挙で新しい大統領が選出されてからにすべきだ、として議決では反対に回った）。